# Аканджали
Аканджали, още Аканджели или Акинджали (на гръцки: Μουριές, Муриес, катаревуса: Μουριαί, Мурие, до 1926 година Ακίντζαλη, Акиндзали), е село в Република Гърция, дем Кукуш, област Централна Македония.

## География
Селото е разположено на 170 m надморска височина, на 38 km северно от град Кукуш (Килкис), в близост до североизточния бряг на Дойранското езеро. Църквата „Свети Георги“ в селото е дело на Андон Китанов. Към селото принадлежат махалите Савджели (Платаниес) на северозапад, Хаджоглу (Психовриси) и Литото на североизток, Карали (Сикаминия) на изток и Буламачли (Акакиес) на югоизток.

## История

### Античност
В местността Пезули на 1950 m от езерото и на север от потока, който се влива в него е открито антично селище, обявено в 1996 година за защитен паметник. Открити са повърхностна керамика и монети от елинистическо време.

### В Османската империя
В XIX век Аканджели е смесено българо-турско село в Дойранската каза на Османската империя. В „Етнография на вилаетите Адрианопол, Монастир и Салоника“, издадена в Константинопол в 1878 година и отразяваща статистиката на населението от 1873 година, Аканджали (Acanjali) е посочено като село в Дойранска каза със 75 къщи и 36 жители мюсюлмани и 272 българи.
Според статистиката на Васил Кънчов („Македония. Етнография и статистика“) в 1900 година Аканджели има 470 жители българи, 80 турци и 12 цигани.
Цялото село е под върховенството на Българската екзархия. По данни на секретаря на Екзархията Димитър Мишев („La Macédoine et sa Population Chrétienne“) в 1905 година в Аканджали (Akanjali) има 640 българи екзархисти и работи българско училище.
През Балканската война в селото влизат части на българската армия.

### В Гърция
След Междусъюзническата война селото попада в Гърция. Според Карнегиевата анкета през лятото на 1913 година гръцките войски избиват 365 души българи, които са се струпали в селото. Паралелно извършват и грабежи и други насилия, а накрая подпалват селото. Част от населението му се изселва в Струмишко, България. През Първата световна война селото е на фронтовата линия и населението му е изселено от българската военна администрация във вътрешността на страната. След войната част от жителите на Аканджали се завръщат.
В България след войната се изселват 188 жители и в селото остават само 80 души от български произход. На мястото на изселилите се българи са настанени гърци бежанци от предимно от Източна Тракия и в по-малка степен от Понт и Кавказ. През 1926 години селото е прекръстено на Мурие. В 1928 година селото е смесено местно-бежанско с 60 семейства и 257 жители бежанци. Бежанците заселени в 1922 година са от чорленското село Чингене Сарай. На 28 юни 1924 година пристигат бежански понтийски семейства. Тракийските жители на селото са имали църква, посветена на Успение Богородично. В Аканджали посторяват в 1930 година църква „Св. св. Константин и Елена“. През Гражданската война (1946 - 1949) някои жители на селото бягат в източноевропейските страни.
Селото традиционно произвежда жито, тютюн, детелина, като е развито частично и сконовъдството.
| Име                   | Име              | Ново име   | Ново име  | Описание                                                                  |
| --------------------- | ---------------- | ---------- | --------- | ------------------------------------------------------------------------- |
| Дервент               | Ντερβέν          | Перасма    | Πέρασμα   | река на З от Аканджали, на границата със Северна Македония                |
| Кара дере             | Καρά             | Маврорема  | Μαυρόρεμα | река на З от Аканджали                                                    |
| Комитаджи             | Κομιτατζή        | Рема       | Ρέμα      | реката, преминаваща през Аканджали                                        |
| Чатал чешме           | Τσατάλ Τσεσμέ    | Дикрунос   | Δίκρουνος | местност в Беласица на СЗ от Аканджали на границата със Северна Македония |
| Политлик или Палутлук | Πολιτλίκ Μεσάδες | Псародасос | Ψαρόδασος | местност на СИ от Аканджали                                               |
| Секи                  | Σεκή             | Пезули     | Πεζούλι   | възвишение на Ю от Аканджали (170 m)                                      |
| Ходжа дере            | Χόντζια          | Рема       | Ρέμα      | река на Ю от Аканджали                                                    |

| Година    | 1913 | 1920 | 1928 | 1940 | 1951 | 1961 | 1971 | 1981 | 1991 | 2001 | 2011 | 2021 |
| --------- | ---- | ---- | ---- | ---- | ---- | ---- | ---- | ---- | ---- | ---- | ---- | ---- |
| Население | 377  | 218  | 342  | 641  | 491  | 502  | 425  | 409  | 305  | 755  | 555  | 395  |

## Личности
Родени в Аканджали
- Дино Георгиев, български революционер от ВМОРО, четник на Йордан Спасов[14]
- Иван Кочев (? – 1932), председател на младежкия македонски съюз в Кючук Париж, Пловдив, убит от протогеровисти[15]
- Мито Гюзелев, български свещеник, заточен в 1901 година след Солунската афера в Бодрум кале[16]
- Стойчо Куюмджиев, български просветен деец, учител, заточен след Солунската афера в Бодрум кале[16]